# Ла-Бревьер
Ла-Бревье́р (фр. La Brévière) — коммуна во Франции, находится в регионе Нижняя Нормандия. Департамент коммуны — Кальвадос. Входит в состав кантона Ливаро. Округ коммуны — Лизьё.
Код INSEE коммуны — 14105.

## Население
Население коммуны на 2010 год составляло 121 человек.
| 1962 | 1968 | 1975 | 1982 | 1990 | 1999 | 2010 |
| ---- | ---- | ---- | ---- | ---- | ---- | ---- |
| 112  | 100  | 77   | 103  | 120  | 128  | 121  |

## Экономика
В 2010 году среди 79 человек трудоспособного возраста (15—64 лет) 56 были экономически активными, 23 — неактивными (показатель активности — 70,9 %, в 1999 году было 72,8 %). Из 56 активных жителей работали 51 человек (25 мужчин и 26 женщин), безработных было 5 (1 мужчина и 4 женщины). Среди 23 неактивных 8 человек были учениками или студентами, 13 — пенсионерами, 2 были неактивными по другим причинам.